# براندون بولارد
براندون بولارد (بالإنجليزية: Brandon Pollard)‏ (9 أكتوبر 1973 بريتشموند في الولايات المتحدة - ) هو لاعب كرة قدم أمريكي في مركز الدفاع، شارك في الألعاب الأولمبية الصيفية 1996. ولعب مع نادي دالاس وDFW Tornados ‏ وNashville Metros ‏.

## وصلات خارجية
- براندون بولارد على موقع الاتحاد الدولي (مؤرشف)  (الإنجليزية)
- براندون بولارد على موقع الدوري الأمريكي (الإنجليزية)
- براندون بولارد على موقع قاعدة بيانات كرة القدم.إي يو (الإنجليزية)
- براندون بولارد على موقع أوليمبيديا (الإنجليزية)